# Heraclides de Girtó
Heraclides de Girtó (llatí: Heracleides, en grec antic: Ἡρακλείδης) fou un general macedoni nadiu de Girtó (Tessàlia) que va dirigir la cavalleria tessàlia del rei Filip V de Macedònia a la batalla de Cinoscèfales, segons que diu Polibi.